# Кутлуг-Тимур
Кутлуг-Тимур (ум. между 21 августа 1335 и 9 августа 1336) — государственный деятель Золотой Орды, сын Наджм ад-Даулы ад-Дина. Один из старейших и влиятельнейших эмиров Джучиева Улуса. На момент смерти хана Тохты в январе 1313 года занимал пост беклярибека, получив эту должность после смерти сына Тохты — Иксара (Ильбасара) — в 1309/1310 годах.

## Биография
К началу XIV века занимал ключевой пост беклярибека. После смерти наследника Тохты, Иксара, в 1309/1310 годах, получил эту должность. В 1313 году стал одним из организаторов переворота, приведшего к власти хана Узбека. Принял активное участие в устранении политических противников нового правителя, включая убийство эмира Кадака — сторонника прежнего наследника. За поддержку Узбека был назначен правителем Хорезмского улуса.
В 1315 году на Хорезм напал бывший соратник Узбека — Баба-огул, перешедший на сторону Илханидов. Кутлуг-Тимур выступил с крупным отрядом для отражения нападения, но часть его войск дезертировала. В результате противник временно захватил ряд городов в регионе.
Кутлуг-Тимур имел значительное влияние при дворе Узбека. По его совету хан отказался от притязаний на престол в Иране. Также с его участием были установлены дипломатические отношения с Египтом, завершившиеся династическим браком.
Участвовал в военных кампаниях: в Закавказье (1318–1319) и в неудачном походе на Хорасан (1320–1321), прерванном из-за снежных бурь. После этого был временно отстранён от должности беклярибека, но остался правителем Хорезма. Позднее был восстановлен в прежнем звании.
Около 1334–1335 годов встретился с Ибн Баттутой, который описал его как одного из влиятельнейших эмиров и «правителя Хорасана». Согласно его наблюдениям, Кутлуг-Тимур страдал подагрой, однако сохранял активность, ежедневно разбирая жалобы и споры среди подданных.
На минарете в Хорезме, построенном при его участии, упомянут с титулами «мелик могущественный, патрон царей арабов и не арабов, блеск земного мира и веры, величие ислама и мусульман».